# Letiště Kai Tak
Letiště Kai Tak (IATA: HKG, ICAO: VHHX) bylo mezinárodní letiště v Hongkongu od roku 1925 do roku 1998, kdy bylo zrušeno. Bylo oficiálně známé jako Hong Kong International Airport od roku 1954 do 6. července 1998. Také bylo často označováno jako Hongkongské mezinárodní letiště Kai Tak nebo „Mezinárodní letiště Kai Tak“.

## Dějiny letiště Kai Tak
Bylo postaveno v roce 1925 v tehdy britské kolonii Hongkong (British Hong Kong) v pevninské čtvrti Kau-lung na východním pobřeží zálivu Kowloon Bay. 
Od roku 1998 má Hongkong zdaleka modernější a pro leteckou přepravu bezpečnější velké Mezinárodní letiště Hongkong – Ček Lap Kok, postavené na rekultivovaném a s velkým nákladem rozšířeném ostrově Čch’-lie-ťiao ve vzdálenosti cca 30 km na západ od hustě obydlených částí města na pevnině a na ostrově Hong Kong Island, se kterými je propojeno dálnicí, podzemní dráhou a podmořskými tunely.

## Bývalé letecké společnosti
Letiště bylo využíváno následujícími leteckými společnostmi:
- Aeroflot[3]
- Air Canada[3]
- Air China,
- Air France,
- Korean Air
- a mnoha dalšími.

## Nehody
Kvůli obtížnosti přistávání na jediné dráze se na letišti stalo několik vážných nehod, například:
- 25. ledna 1947 se letoun Philippine Air Lines typu DC-3 zřítil na horu Mount Parker, čtyři členové posádky zahynuli.
- Dne 30. června 1967 havaroval letoun thajské společnosti Thai Airways International typu Sud Aviation SE-210 Caravelle III při pokusu o přistání během přívalové bouře.[4]
- Dne 23. září 1994 piloti letadla společnosti Heavylift Cargo Airlines typu Lockheed L-100-30 Hercules ztratili kontrolu krátce po vzletu z dráhy. Šest lidí zemřelo.

## Rekultivace areálu
V říjnu 1998 vláda navrhla plán rekultivace pozemků bývalého letiště Kai Tak. Po rekultivaci pozemků proběhla rozsáhlá výstavba bytů, kanceláří, nové nemocnice (Hongkongská dětská nemocnice) a sportovního parku Kai Tak, který je největším sportovištěm v Hongkongu. Zahrnuje hlavní stadion s kapacitou 50 000 míst pro diváky, veřejné sportoviště a několik otevřených prostranství.

## Galerie

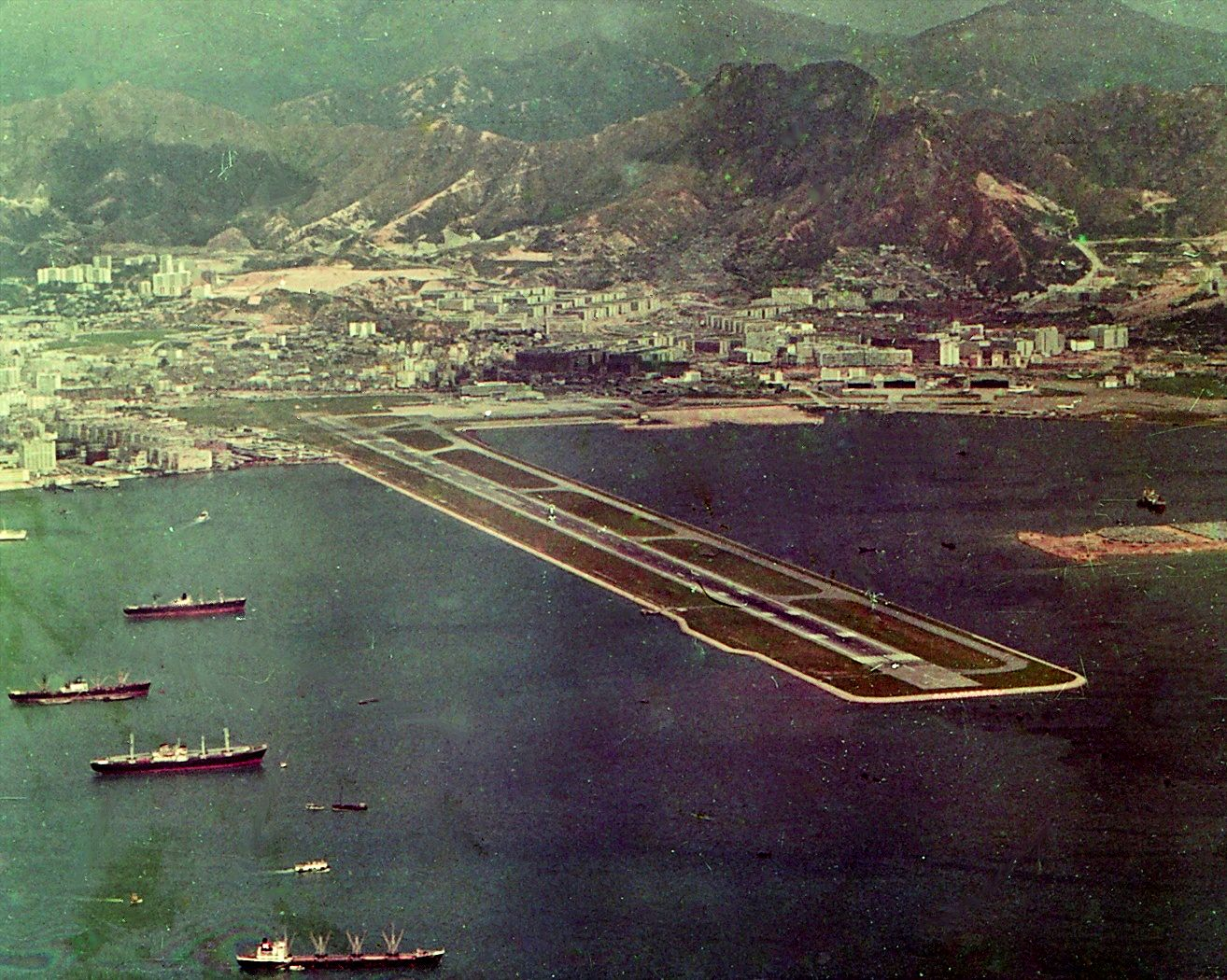
Letiště Kai Tak na diapozitivu z roku 1971
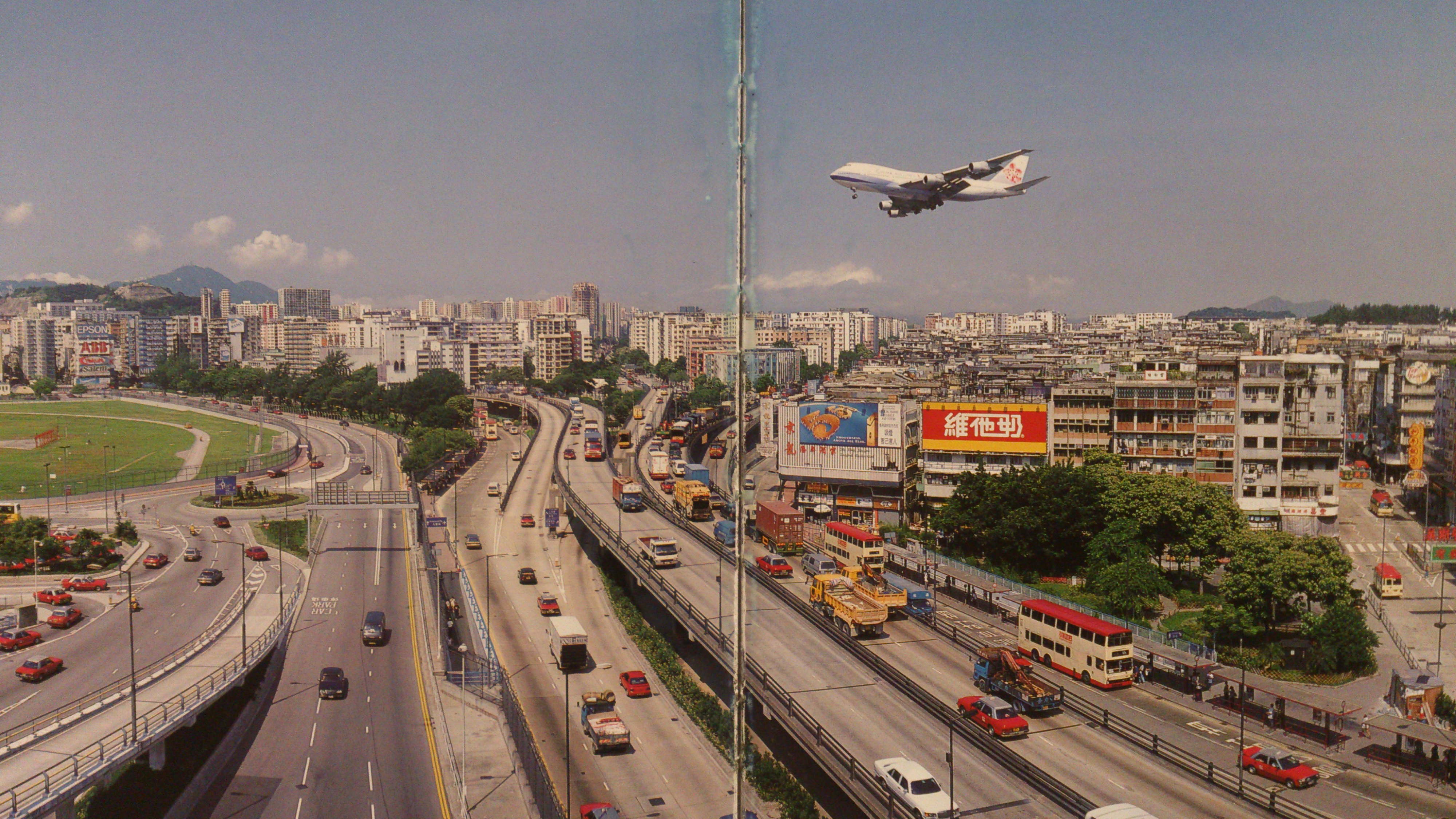
Kau-lung v roce 1998, krátce před uzavřením letiště Kai Tak. Letadlo společnosti China Airlines typu Boeing 747 přistává přes frekventovanou dálnici.